# Hochwacht

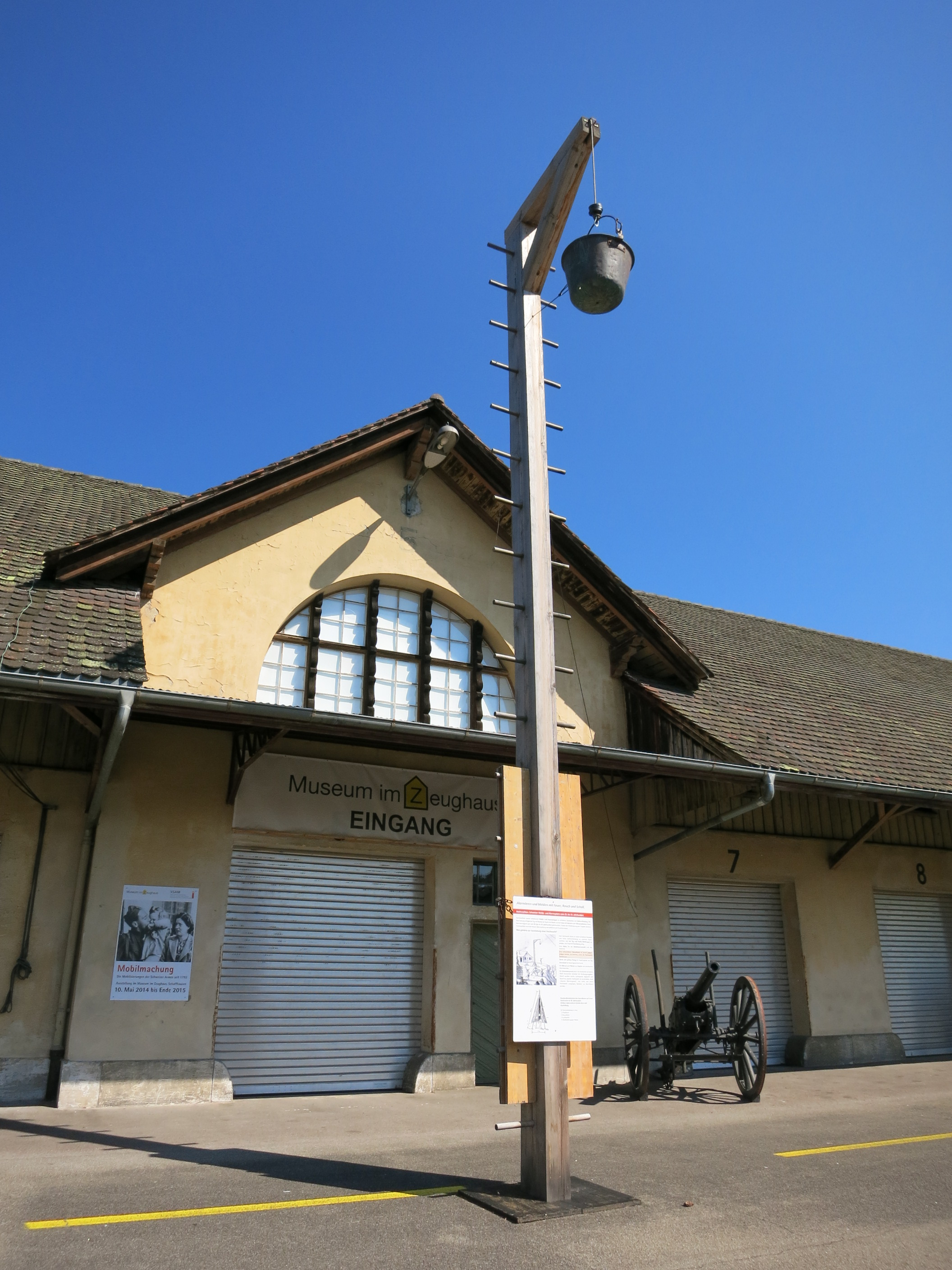
Gerüst mit Harzpfanne (Museum im Zeughaus, Schaffhausen)

Hochwacht (die), auch Chutzen (der), französisch signal (le) hiessen in der Schweiz Signalpunkte auf Berggipfeln oder an markanten Stellen. Sie wurden dazu benutzt, Meldungen oder einen Alarm weiterzugeben.
Die Hochwachten bestanden in der Regel aus einer Wachthütte und einer schwenkbaren Harzpfanne an einem galgenartigen Gerüst. Mit dieser Pfanne wurden optische Signale von Berg zu Berg weitergegeben und so konnten Truppen organisiert oder auf Gefahren aufmerksam gemacht werden. Bei Tag geschah dies durch Rauch, in der Nacht durch Feuer und bei Nebel durch Mörser.
Diese Alarmierungsart war im Bernbiet ab Mitte des 15. Jahrhunderts und in der Urschweiz ab 1529 bekannt. Im 17. und 18. Jahrhundert wurde das Netz der Signalpunkte markant ausgebaut. So besass Bern zwischen Rhein und Genfersee 156, Thurgau 51, Freiburg 33, Zürich 23 und Luzern 17 Hochwachten.
Das Alarmsystem der Hochwachten war sehr schnell: im Kanton Zürich konnten beispielsweise in 15 Minuten alle 23 Hochwachten das Signal weitergeben. Die bekanntesten Hochwachten befanden sich im Kanton Zürich auf der Lägern, dem Irchel und dem Uetliberg.
Während des Sonderbundkrieges 1847 wurden die Hochwachten das letzte Mal in einem militärischen Konflikt eingesetzt. Das Hochwachten-System kam 1870 während des Deutsch-Französischen Kriegs letztmals zum Einsatz. Die am Schweizer Nationalfeiertag entzündeten Höhenfeuer werden manchmal als Erinnerung an diese Hochwachten gedeutet.
Aus der Zeit der Hochwachten haben Flurnamen oder Ortsbezeichnungen wie Chutzen, Guggershörnli, Hochwacht, Hohwacht, Pfannenstiel, Wachthubel und Signal (in der französischen Schweiz; z. B. Signal de Bougy) überlebt.